# Harbinafsa (poddystrykt)
Harbinafsa – jedna z 4 jednostek administracyjnych trzeciego rzędu (nahijja) dystryktu Hama w muhafazie Hama w Syrii.
W 2004 roku poddystrykt zamieszkiwało 54 592 osób.